# John Deere
 (транскр.  Дир енд кампани), послује као John Deere (транскр.  Џон Дир), америчка је корпорација која се бави производњом пољопривредне механизације. Такође пружа финансијске услуге и друге сродне активности.